# 马恩河畔米塞
马恩河畔米塞（法語：Mussey-sur-Marne，法語發音：[mysɛ syʁ maʁn]）是法国上马恩省的一个市镇，属于圣迪济耶区。

## 地理
马恩河畔米塞（48°22'45"N, 5°8'57"E）面积9.92 平方千米，位于法国大東部大區上马恩省，该省份为法国东北部内陆省份，北起马恩省和默兹省，西接奥布省，西南接科多尔省，东南接上索恩省，东临孚日省。
与马恩河畔米塞接壤的市镇（或旧市镇、城区）包括：布莱库尔、栋热、弗龙维尔、马恩河畔鲁夫鲁瓦、圣于尔班-马孔库尔。

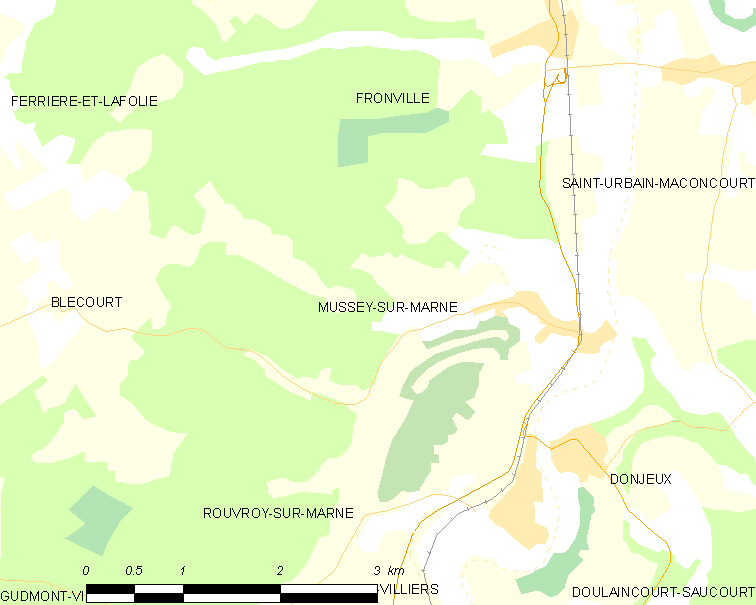
马恩河畔米塞的OSM定位图

马恩河畔米塞的时区为UTC+01:00、UTC+02:00（夏令时）。

## 行政
马恩河畔米塞的邮政编码为52300，INSEE市镇编码为52346。

## 政治
马恩河畔米塞所属的省级选区为茹安维尔县。

## 人口

1962-2008年间马恩河畔米塞人口变化图示

马恩河畔米塞于2022年1月1日时的人口数量为368人。